# Коалиция истребителей
«Коалиция истребителей» (также «Коалиция F-16») — ряд международных объединений, направленных на организацию поставок ВВС Украины многоцелевых истребителей F-16, обучение пилотов, техников и наземного персонала и создание необходимой инфраструктуры для эффективного использования нового самолёта для отражения российского вторжения 2022 года. В коалицию входят Бельгия, Великобритания, Греция, Дания, Канада, Люксембург, Нидерланды, Норвегия, Польша, Португалия, Румыния, США, Франция и Швеция.

## Контекст
Украинские власти подняли вопрос поставок F-16 в 2022 году после начала полномасштабного российского вторжения, однако их западные союзники медлили с предоставлением новых видов вооружений, включая авиацию, опасаясь реакции России. Скептики также отмечали, что для использования западных самолётов потребуется длительная подготовка пилотов и техников и создание всей необходимой инфраструктуры, в т.ч. переоборудование ВПП.
Более года роль авиации в российско-украинской войне оставалась незначительной. С одной стороны, Украина испытывала дефицит самолётов, пилотов и наземного персонала. С другой, в первые месяцы с начала вторжения Вооружённые силы Украины смогли выстроить эшелонированную систему ПВО среднего и ближнего радиуса действия и сбить десятки самолётов. ВКС России не смогли добиться превосходства в воздухе и после чувствительных потерь почти прекратили операции на фронте.
Долгое время насыщение фронта системами ПВО (организованными по одному и тому же принципу, который обе страны унаследовали из советской военной доктрины) ограничивало использование авиации обеими сторонами конфликта. Однако появление в арсенале ВКС России авиабомб с УМПК позволило наносить удары по позициям ВСУ с относительно безопасного расстояния, что сыграло значительную роль в продвижении российской армии весной 2024 года.
В этих условиях военные аналитики видели четыре потенциальные роли для F-16. Первая — в качестве перехватчика российских самолётов, несущих бомбы с УПМК. Вторая — как истребитель-бомбардировщик для поддержки наземных сил, совместимые со всей номенклатурой западного оружия. Возможно, именно для создания условий для авиации ВСУ сосредоточились на уничтожении радаров и пусковых установок систем ПВО в приграничных областях России и в Крыму в 2024 году. Третья — усиление украинской системы ПВО-ПРО и перехват крылатых ракет. Четвёртый сценарий использования — подавление противовоздушной обороны.

## История
О создании «Коалиции истребителей» впервые заговорили в мае 2023 года, когда Великобритания и Нидерланды в ходе саммита Совета Европы в Рейкьявике объявили о создании коалиции для обеспечения Украины боевой авиацией — закупки F-16 и подготовки пилотов. Эту инициативу поддержали и другие западные лидеры, в том числе Джо Байден и Эммануэль Макрон.
В июле 2023 года в рамках саммита НАТО в Вильнюсе министр обороны Украины Алексей Резников и представители 11 стран — Бельгии, Великобритании, Дании, Канады, Люксембурга, Нидерландов, Норвегии, Польши, Португалии, Румынии и Швеции — подписали меморандум о создании коалиции по подготовке украинских пилотов на истребителях F-16. Вскоре к ним присоединились Греция, США и Франция. США, Дания и Нидерланды возглавили работу второй коалиции. 
В октябре 2023 года США, Дания и Нидерланды объявили о создании ещё одной коалиции, призванной помочь Украине в создании новых военно-воздушных сил на базе F-16. Эта коалиция сделала упор на создании наземной инфраструктуры для многофункциональных истребителей.

### Обучение
Для обучения украинских пилотов (а также пилотов ВВС Румынии, которая незадолго до этого приобрела большое число F-16) на румынской авиабазе Фетешти был развёрнут тренировочный центр. Его создание и работа финансируются всеми членами коалиции. Нидерланды предоставили тренировочные F-16, а подрядчики Lockheed Martin — американская Draken International и немецкая GFD — инструкторов. 
Кроме того, обучение украинских пилотов было организовано на 162-й военно-воздушной базе Национальной гвардии США в Тусоне, штат Аризона. Первые «выпускники», завершившие подготовку, вернулись в Европу в мае 2024 года.

### Поставки
Дания, Нидерланды и Норвегия в 2024 году и Бельгия в 2025 году планировали передать Украине до 60 самолётов, а всего к лету 2024 года Украине было обещано около 100 F-16. Все они — модернизированные модели, приближенные по характеристикам к более современным истребителям. Планировалось, что первые F-16 поступят в Украину летом 2024 года.